# Быльчиньский, Януш
Януш Быльчиньский (пол. Janusz Bylczyński) — польский актёр театра и кино.

## Биография
Януш Быльчиньский родился 6 июля 1920 года в Саратове. Дебютировал на сцене военного театра в 1948 г. Актёрское образование получил в Киношколе в Лодзи, которую окончил в 1949 году. Актёр варшавских театров (Национального 1949—50, 1952—57 и 1969—79, Польского 1950—51 и 1966—69, Современного 1958—66, Театра «Квадрат» 1981—84, Театра на Воли 1984—86). Выступал в спектаклях «театра телевидения» в 1955—1987 гг. Умер 30 сентября 1990 года в Варшаве, похоронен на Северном коммунальном кладбище.

## Избранная фильмография
- 1955 — Подгале в огне / Podhale w ogniu — Костка Наперский
- 1956 — Три женщины / Trzy kobiety — гестаповец
- 1956 — Дело пилота Мареша / Sprawa pilota Maresza — капитан Рышард Годзицкий
- 1956 — Человек на рельсах / Człowiek na torze — Варда
- 1961 — Два господина N / Dwaj panowie «N» — инженер Хенрик Новак
- 1963 — Пассажирка / Pasażerka  — Капо
- 1964 — Жизнь ещё раз / Życie raz jeszcze — инспектор в аэропорту
- 1967 — Париж-Варшава без визы / Paryż-Warszawa bez wizy — поручик Поляницкий
- 1968 — Ставка больше, чем жизнь / Stawka większa niż życie (телесериал) — Витте (только в 4-й серии)
- 1969 — Новый / Nowy — руководитель ОМ 1
- 1970 — Последний свидетель / Ostatni świadek — Отто Бергер, комендант концлагеря
- 1970 — Правде в глаза / Prawdzie w oczy — инспектор
- 1970 — Польский альбом / Album polski — Член партии
- 1972 — Коперник / Kopernik — Калкагнини
- 1972 — Цветок папоротника / Kwiat paproci — директор Мечислав Отрембский
- 1974 — Первый правитель (Гнездо) / Gniazdo — маркграф Одо
- 1974 — Сколько той жизни / Ile jest życia (телесериал)
- 1975 — Директора́ / Dyrektorzy (телесериал) — инженер Рэтман
- 1975 — Казимир Великий / Kazimierz Wielki — Пётр
- 1976 — Большая система / Wielki układ — директор предприятия
- 1976 — Брюнет вечерней порой / Brunet wieczorową porą — директор мясного магазина
- 1977 — Солдаты свободы — Антони Хрустель
- 1978 — Дознание пилота Пиркса / Test pilota Pirxa (Польша / СССР) — председатель трибунала
- 1980 — Карьера Никодима Дызмы / Kariera Nikodema Dyzmy (телесериал) — директор Вандрышевски (в сериях 4, 5, 7)
- 1983 — Дом святого Казимира / Dom św. Kazimierza — жилец приюта
- 1984 — Хозяин на Жулавах / Pan na Żuławach — офицер (только в 1-й серии)
- 1985 — Ядовитые растения / Rośliny trujące — генерал на свадьбе